# Gisselfeld

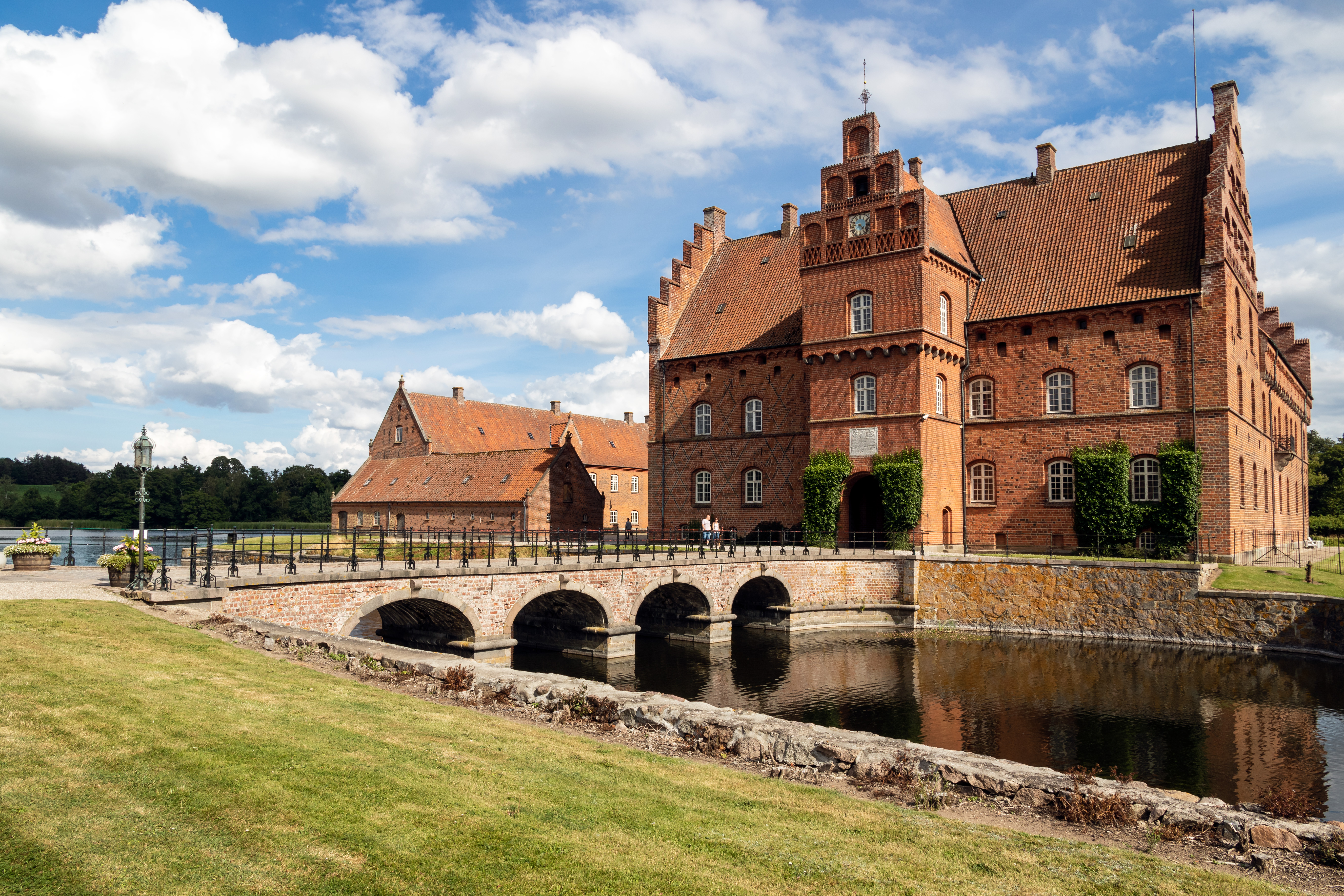
Gisselfeld, links der Wirtschaftshof Grev Knuths Hus (2019)

Gisselfeld, auch Kloster Gisselfeld, ist das fünftgrößte Gut Dänemarks und eines der ältesten und am besten erhaltenen Renaissanceschlösser des Landes. Es liegt zwischen Haslev und Næstved auf der Insel Seeland und erstreckt sich über mehrere Gemeinden. Das Hauptgebäude steht im Bråby Sogn in der Faxe Kommune.

## Geschichte
Gisselfeld wurde erstmals Ende des 14. Jahrhunderts erwähnt. Der erste bekannte Besitzer war 1370 Bo Falk. Die kleine mittelalterliche Burg lag einige Kilometer entfernt von dem späteren Herrenhaus. Durch Heirat ging sie 1450 in die Familie Gjøe (Gøye) über. In finanzielle Schwierigkeiten geraten, verpfändete Henrik Gøye das Gut an seinen Bruder, Reichshofmeister Mogens Gøye. 1526 verkaufte er es aber an seinen Schwager Johann Oxe. Das führte zu einem längeren Streit, denn Mogens Gøye focht die Rechtmäßigkeit des Verkaufs an. Während der Grafenfehde wurde Gisselfeld 1534 geplündert und Johann Oxe von aufständischen Bauern erschlagen. 1541 verlor Mogens Gøye den Prozess, weshalb das Gut nach seinem Tod 1544 nicht an seine Kinder, sondern an seinen Enkel Peder Oxe, den Sohn von Johann Oxe und Mogens Gøyes Tochter Mette, fiel.
Oxe, ein gebildeter Humanist, der hoch in der Gunst von König  von Christian III. stand, ließ die alte Burg abreißen und zwischen 1547 und 1575 das heutige Herrenhaus im damals modernen Renaissancestil erbauen. Angesichts der unruhigen Zeiten erschien ihm der Ausbau als Verteidigungsanlage mit Ringmauer, Zugbrücken, Schießscharten, Brühlöchern, aus denen Angreifer mit kochendem Wasser oder Pech begossen werden konnte, und Wassergraben notwendig. Angeblich richtete er sich sogar ein Geheimversteck im Keller ein, wo er sich aufhielt, als er aus unbekannten Gründen 1558 in Ungnade gefallen war, ehe ihm die Flucht ins Ausland gelang. Seine Güter, darunter das noch unfertige Gisselfeld, wurden beschlagnahmt. Aus dem Exil startete er eine Verschwörung gegen Friedrich II., der seinem Vater 1559 auf den Thron folgte. 1566 rief der König, der auf seine Fähigkeiten im Krieg gegen Schweden nicht verzichten konnte, Oxe zurück, ernannte ihn zum Reichshofmeister und gab ihm seinen Besitz zurück. In den folgenden Jahren ließ Oxe Schloss Gisselfeld fertigstellen. Neben den Wirtschaftsgebäuden außerhalb des Schlossgrabens legte er einen Obst- und einen Kräutergarten sowie Fischteiche für die Karpfenzucht an. Er versuchte auch, die Erträge durch die Einführung neuer Gemüsesorten und die Bewirtschaftung der Brache zu verbessern. Für das Gut, zu dem neben den in unmittelbarer Nähe liegenden Dörfern achtzig Höfe und sechs Wassermühlen gehörten, erlangte er die Hohe Gerichtsbarkeit.
Die Ehe von Oxe und seiner Frau Mette Rosenkrantz (1533–1588) war kinderlos, weshalb das Gut über seine Nichte an die Adelsfamilie Lykke fiel. Kai Lykke (1625–1699), ein Neffe von Anne Lykke und einer der reichsten Gutsherren seiner Zeit, wurde hier geboren. 1661 fiel er in Ungnade, weil er das Gerücht in Umlauf gesetzt hatte, die Königin Sophie Amalie habe Ehebruch begangen. Er floh, ehe das Todesurteil wegen Majestätsbeleidigung vollstreckt werden konnte. Seine Güter wurden von der Krone eingezogen. König Friedrich III. überließ das Gut dem Kronprinzen, dem späteren König Christian V.

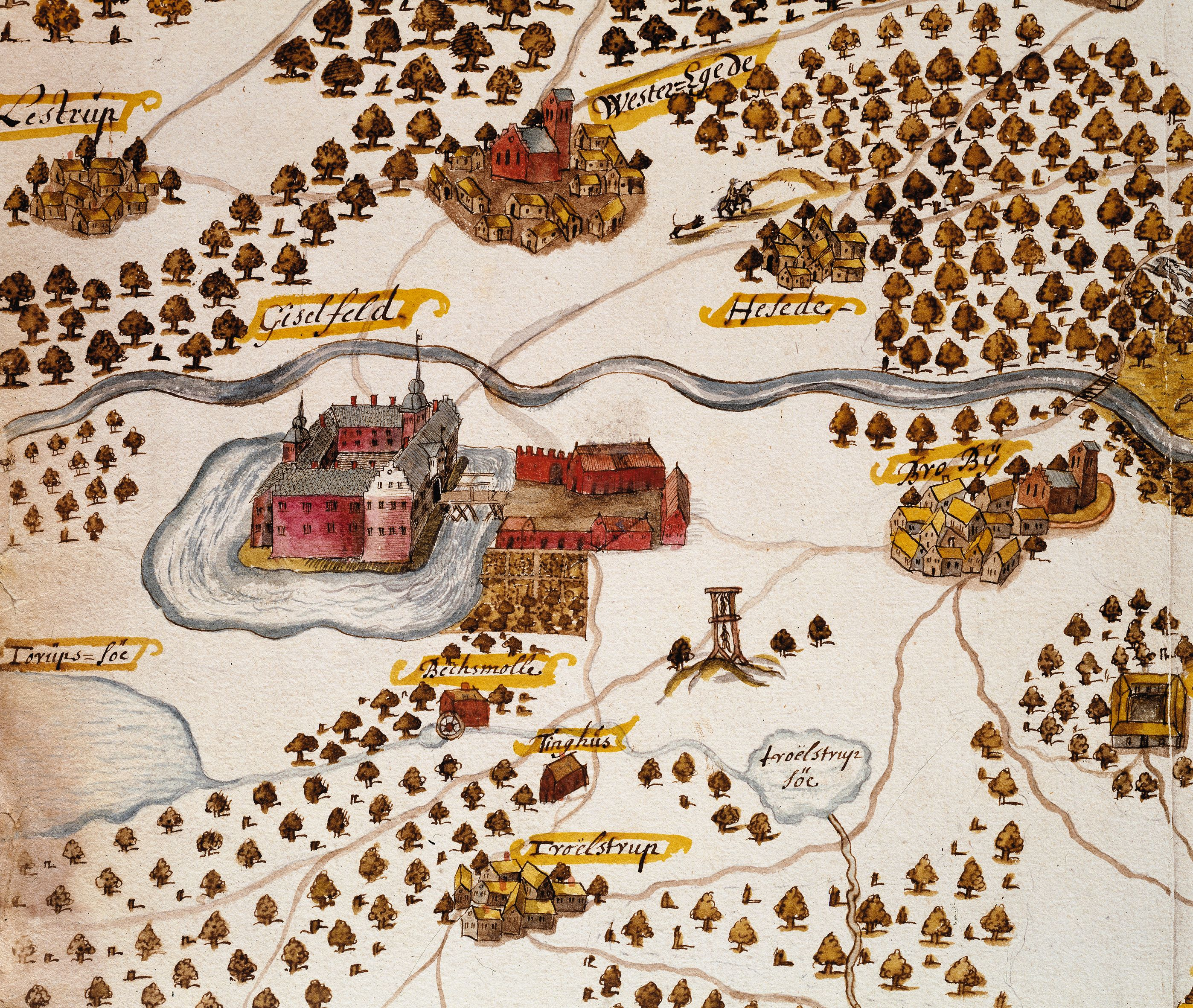
Gisselfeld als Krongut um 1670; rechts von dem noch vierflügligen Schloss das Kirchdorf Bro By (Bråby) und das noch nicht niedergelegte Dorf Hesede, der Galgen verweist auf die Hohe Gerichtsbarkeit

1671 erhielt Detlef von Rumohr Gisselfeld, verkaufte es aber im folgenden Jahr schon an Graf Hans Schack, einen erfolgreichen Feldherrn in den Kämpfen gegen Schweden im Dreißigjährigen und Zweiten Nordischen Krieg. Schack inkorporierte dem Gut sieben umliegende Kirchspiele und ließ einen Teil der zuvor selbständigen Höfe, darunter das gesamte Dorf Hesede, niederlegen und schuf so eins der größten Güter in Dänemark. Es fehlten ihm allerdings die notwendigen Arbeiter, um das große Hoffeld zu beackern. Nach seinem Tod verkauften die Nachkommen das durch Misswirtschaft verarmte Gut an Adam Levin von Knuth, der es erfolgreich neu organisierte. Hesede entstand als unabhängiger Pachthof neu. Ein Giebel des zu seiner Zeit errichteten dreiflügligen Wirtschaftsgebäudes Grev Knuths Hus, das neben dem Schloss innerhalb des Grabens liegt, trägt die Maueranker ALK 1697.

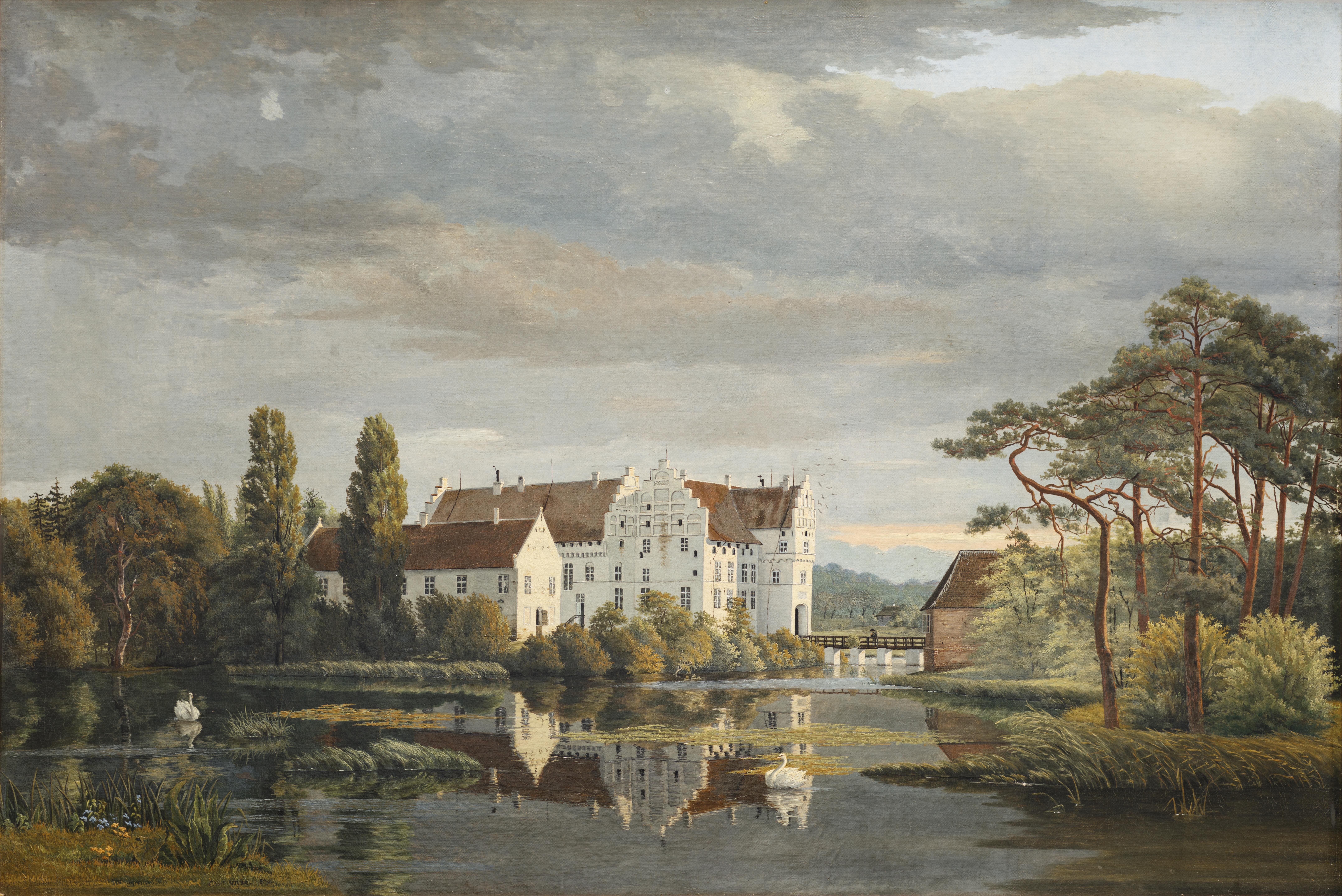
Herregården Gisselfeld på Sjælland, 1839. Gemälde von Carl Vilhelm Marius Jensen, Thorvaldsen Museum, Kopenhagen

Nach Knuths Tod 1699 erwarb Christian Gyldenløve, ein unehelicher Sohn von König Christian V., das Gut. Er verfügte 1701/1702 in seinem Testament die Einrichtung eines Damenstifts für unverheiratete adlige Frauen, bevorzugt aus der eigenen Verwandtschaft, dessen Äbtissin seine älteste Tochter sein sollte. Diese Stiftung sollte aber erst nach dem Tod seiner Frau Dorothea Krag (1675–1754) in Kraft treten, deren Wohnsitz Gisselfeld bleiben sollte. Gyldenløve starb nur zwei Jahre später 1703 unerwartet. Gisselfeld blieb im Besitz seiner Nachkommen, des Adelsgeschlechts Danneskiold-Samsøe. Zwar bestätigten Gyldenløves Erben Christian Danneskiold-Samsøe und seine Geschwister 1725 die Stiftung und erklärten, sich nicht an dem zu Gisselfeld gehörenden Besitz bereichern zu wollen, wirksam wurde die Stiftung aber dem Testament entsprechend erst nach dem Tod von Gyldenløves Witwe. Unter Gyldenløves Enkel Friedrich Christian Danneskiold-Samsøe wurde 1754 das Gisselfeld Adelige Jomfrukloster I Sjælland gegründet. Erste Priörin war seine Cousine Friederike Louise Charlotte Danneskiold-Samsøe (1737–1821). Gyldenløves ursprünglicher Plan, auf dem Schlossgelände Wohnungen einzurichten, wurde aber aus finanziellen Gründen nicht verwirklicht. Die Konventualinnen hatten daher nicht wie in anderen Stiften Residenzpflicht, sondern konnten (und mussten) ihren Aufenthaltsort frei wählen. Sie erhielten eine jährliche Pension aus dem Stiftungsguthaben und den Erträgen des Stiftungslandes. Die Voraussetzungen waren, dass die Frauen aus dem Adel stammten, unverheiratet waren und sich mit der etwa dreifachen Summe der jährlichen Pension einkauften. Der Austritt, etwa bei Eheschließung, war jederzeit möglich. Die zunächst sechzehn Plätze wurden 1851 auf dreißig erweitert. Der jeweilige Lehnsgraf von Samsøe verwaltete Kloster und Gut als Oberdirektor und erhielt dafür freie Wohnung im Schloss.
Nach wie vor wohnen Mitglieder der Familie Danneskiold-Samsøe in einem Teil des Schlosses, während ein anderer Teil Sammlungen beherbergt und besichtigt werden kann.

## Beschreibung
Das dreiflüglige Hauptgebäude ist ein aus Backstein errichteter dreigeschossiger Renaissancebau mit markanten Stufengiebeln und vorspringendem Torturm. Auf der Hofseite befindet sich am Westflügel ein Treppenturm. Der Nordflügel mit Tor ist der älteste Bauteil. Über dem Tor steht eine Inschrift, die an die Verlegung und den Neubau des Gutshauses durch Peder Oxe ab 1547 erinnert. Die flankierenden Ost- und Westflügel wurden zwischen Oxes Rückkehr aus dem Exil und seinem Tod fertiggestellt. Ursprünglich bestand das Herrenhaus aus vier miteinander verbundenen Flügeln, von denen der später abgerissene Südflügel eine Kapelle enthielt. Von den unter Oxe errichteten Befestigungsanlagen und Wirtschaftsgebäuden sind Reste zweier Türme und eine große, dem Herrenhaus vorgelagerte Scheune erhalten. Zwischenzeitlich weiß verputzt, ist die Fassade seit 1869 wieder ziegelrot. Die Anlage ist an drei Seiten von einem Wassergraben umgeben. An der Nordseite liegt der Gårdsø (Hofsee).

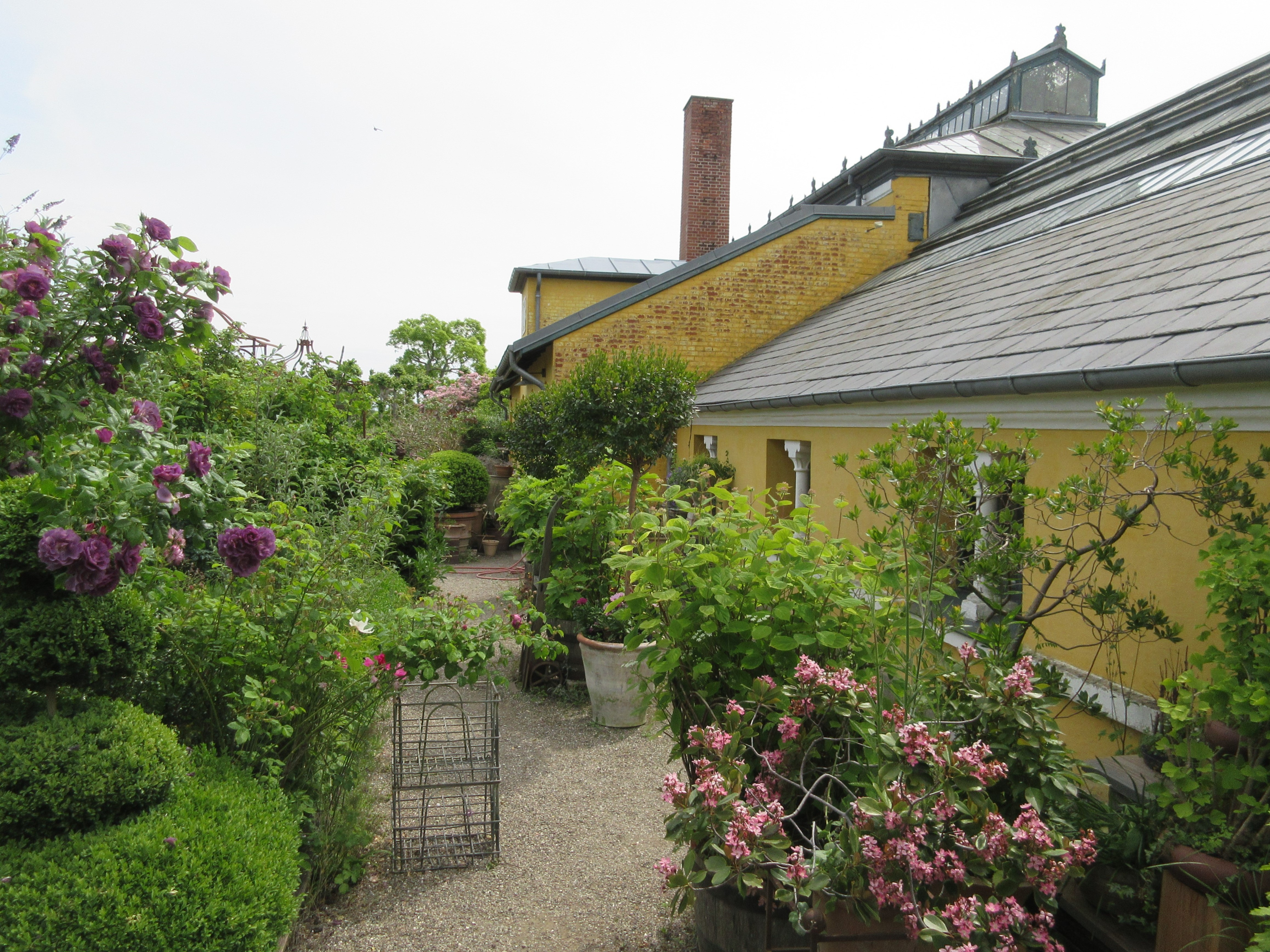
Paradehuset

Das Gut hat eine Fläche von 3850 Hektar, wovon 2400 Hektar Wald sind. Es umfasst fast die gesamte Vester Egede Sogn, Hesede, Edelesminde, Brødebæk und Gødstrupgård. Der 40 ha große Park mit Teich, Wasserfall, Gärten und Gewächshaus wurde Ende des 19. Jahrhunderts durch den englischen Landschaftsarchitekten H. E. Millner als englischer Garten angelegt. Paradehuset, die um 1870 unter Verwendung von Gusseisen und Glas errichtete Orangerie, hatte drei Klimazonen. Heute wird es als Café genutzt.
In jüngerer Zeit wurde im Wald ein 45 Meter hoher hyperbolischer Turm errichtet, Skovtårnet, der einen 360-Grad-Panoramablick über Seeland bietet.

## Sammlungen
Im Herrenhaus hat die Familie Danneskiold-Samsøe im 18. Jahrhundert eine große Porzellansammlung zusammengetragen, darunter das erste Set des Services Flora Danica, das in der von Christian Conrad Sophus Danneskiold-Samsøe geleiteten Royal Porcelænsfabrik hergestellt wurde.